# Nazionale maschile di pallavolo di Cuba
La  nazionale maschile di pallavolo di Cuba è una squadra nordamericana composta dai migliori giocatori di pallavolo di Cuba ed è posta sotto l'egida della Federazione pallavolistica di Cuba.

## Rosa
Segue la rosa dei giocatori convocati per la Volleyball Nations League 2024.
| N° | Nome               | Ruolo | Data di nascita  | Squadra            |
| -- | ------------------ | ----- | ---------------- | ------------------ |
| 1  | José Massó         | C     | 2 dicembre 1997  | Friedrichshafen    |
| 2  | Osniel Melgarejo   | S     | 18 dicembre 1997 | Powervolley Milano |
| 4  | Michael Sánchez    | O     | 5 giugno 1986    | -                  |
| 5  | Javier Concepción  | C     | 27 dicembre 1997 | Stade Poitevin     |
| 6  | Christian Thondike | P     | 28 maggio 2001   | Cizre              |
| 7  | Yonder García      | L     | 26 febbraio 1993 | Al-Ahly            |
| 11 | Liván Taboada      | P     | 4 ottobre 1998   | SCM Zalău          |
| 13 | Robertlandy Simón  | C     | 11 giugno 1987   | You Energy         |
| 15 | Bryan Camino       | S     | 23 febbraio 2003 | Aich/Dob           |
| 17 | Roamy Alonso       | C     | 24 luglio 1997   | You Energy         |
| 18 | Miguel Ángel López | S     | 25 marzo 1997    | Al-Rayyan          |
| 23 | Marlon Yant        | S     | 23 maggio 2001   | Lube               |
| 24 | Alain Gourguet     | L     | 28 dicembre 1993 | Santiago de Cuba   |
| 31 | Carlos Charles     | O     | 4 ottobre 2000   | Ala Nun'Álvares    |

## Risultati

### Competizioni FIVB
| 1964 | non qualificata | -            |
| 1968 | non qualificata | -            |
| 1972 | 10º posto       | Convocazioni |
| 1976 | 3º posto        | Convocazioni |
| 1980 | 7º posto        | Convocazioni |
| 1984 | non qualificata | -            |
| 1988 | non qualificata | -            |
| 1992 | 4º posto        | Convocazioni |
| 1996 | 6º posto        | Convocazioni |
| 2000 | 7º posto        | Convocazioni |
| 2004 | non qualificata | -            |
| 2008 | non qualificata | -            |
| 2012 | non qualificata | -            |
| 2016 | 11º posto       | Convocazioni |
| 2020 | non qualificata | -            |

| 1949 | non qualificata | -            |
| 1952 | 17º posto       | Convocazioni |
| 1956 | 19º posto       | Convocazioni |
| 1960 | non qualificata | -            |
| 1962 | non qualificata | -            |
| 1966 | 17º posto       | Convocazioni |
| 1970 | 13º posto       | Convocazioni |
| 1974 | 8º posto        | Convocazioni |
| 1978 | 3º posto        | Convocazioni |
| 1982 | 10º posto       | Convocazioni |
| 1986 | 5º posto        | Convocazioni |
| 1990 | 2º posto        | Convocazioni |
| 1994 | 4º posto        | Convocazioni |
| 1998 | 3º posto        | Convocazioni |
| 2002 | 19º posto       | Convocazioni |
| 2006 | 15º posto       | Convocazioni |
| 2010 | 2º posto        | Convocazioni |
| 2014 | 11º posto       | Convocazioni |
| 2018 | 18º posto       | Convocazioni |
| 2022 | 14º posto       | Convocazioni |

| 2018 | non qualificata | -            |
| 2019 | non qualificata | -            |
| 2021 | non qualificata | -            |
| 2022 | non qualificata | -            |
| 2023 | 13º posto       | Convocazioni |
| 2024 | 9º posto        | Convocazioni |
| 2025 | 7º posto        | Convocazioni |

| 1965 | non qualificata | -            |
| 1969 | 9º posto        | Convocazioni |
| 1977 | 3º posto        | Convocazioni |
| 1981 | 2º posto        | Convocazioni |
| 1985 | non qualificata | -            |
| 1989 | 1º posto        | Convocazioni |
| 1991 | 2º posto        | Convocazioni |
| 1995 | 6º posto        | Convocazioni |
| 1999 | 2º posto        | Convocazioni |
| 2003 | non qualificata | -            |
| 2007 | non qualificata | -            |
| 2011 | 5º posto        | Convocazioni |
| 2015 | non qualificata | -            |
| 2019 | non qualificata | -            |
| 2023 | non qualificata | -            |

### Competizioni NORCECA
| 1969 | 1º posto        | Convocazioni |
| 1971 | 1º posto        | Convocazioni |
| 1973 | 2º posto        | Convocazioni |
| 1975 | 1º posto        | Convocazioni |
| 1977 | 1º posto        | Convocazioni |
| 1979 | 1º posto        | Convocazioni |
| 1981 | 1º posto        | Convocazioni |
| 1983 | 3º posto        | Convocazioni |
| 1985 | 2º posto        | Convocazioni |
| 1987 | 1º posto        | Convocazioni |
| 1989 | 1º posto        | Convocazioni |
| 1991 | 1º posto        | Convocazioni |
| 1993 | 1º posto        | Convocazioni |
| 1995 | 1º posto        | Convocazioni |
| 1997 | 1º posto        | Convocazioni |
| 1999 | 2º posto        | Convocazioni |
| 2001 | 1º posto        | Convocazioni |
| 2003 | 3º posto        | Convocazioni |
| 2005 | 2º posto        | Convocazioni |
| 2007 | 3º posto        | Convocazioni |
| 2009 | 1º posto        | Convocazioni |
| 2011 | 1º posto        | Convocazioni |
| 2013 | 3º posto        | Convocazioni |
| 2015 | 2º posto        | Convocazioni |
| 2017 | non qualificata | -            |
| 2019 | 1º posto        | Convocazioni |
| 2021 | 4º posto        | Convocazioni |
| 2023 | 3º posto        | Convocazioni |

| 2021 | non qualificata | -            |
| 2022 | 1º posto        | Convocazioni |
| 2023 | 4º posto        | Convocazioni |
| 2024 | 5º posto        | Convocazioni |

| 2022 | 1º posto        | Convocazioni |
| 2023 | non qualificata | -            |
| 2024 | non qualificata | -            |

### Competizioni zonali
| 1955 | 4º posto        | Convocazioni |
| 1959 | 8º posto        | Convocazioni |
| 1963 | non qualificata | -            |
| 1967 | 3º posto        | Convocazioni |
| 1971 | 1º posto        | Convocazioni |
| 1975 | 1º posto        | Convocazioni |
| 1979 | 1º posto        | Convocazioni |
| 1983 | 2º posto        | Convocazioni |
| 1987 | 2º posto        | Convocazioni |
| 1991 | 1º posto        | Convocazioni |
| 1995 | 3º posto        | Convocazioni |
| 1999 | 1º posto        | Convocazioni |
| 2003 | 2º posto        | Convocazioni |
| 2007 | 3º posto        | Convocazioni |
| 2011 | 2º posto        | Convocazioni |
| 2015 | 5º posto        | Convocazioni |
| 2019 | 2º posto        | Convocazioni |
| 2023 | 4º posto        | Convocazioni |

| 2006 | 5º posto        | Convocazioni |
| 2007 | 3º posto        | Convocazioni |
| 2008 | non qualificata | -            |
| 2009 | non qualificata | -            |
| 2010 | non qualificata | -            |
| 2011 | non qualificata | -            |
| 2012 | non qualificata | -            |
| 2013 | non qualificata | -            |
| 2014 | 1º posto        | Convocazioni |
| 2015 | non qualificata | -            |
| 2016 | 1º posto        | Convocazioni |
| 2017 | 3º posto        | Convocazioni |
| 2018 | 3º posto        | Convocazioni |
| 2019 | 1º posto        | Convocazioni |
| 2022 | 1º posto        | Convocazioni |
| 2023 | 8º posto        | Convocazioni |
| 2024 | 4º posto        | Convocazioni |

### Competizioni estinte
| 1990 | non qualificata | -            |
| 1991 | 2º posto        | Convocazioni |
| 1992 | 2º posto        | Convocazioni |
| 1993 | 4º posto        | Convocazioni |
| 1994 | 2º posto        | Convocazioni |
| 1995 | 3º posto        | Convocazioni |
| 1996 | 4º posto        | Convocazioni |
| 1997 | 2º posto        | Convocazioni |
| 1998 | 1º posto        | Convocazioni |
| 1999 | 2º posto        | Convocazioni |
| 2000 | 8º posto        | Convocazioni |
| 2001 | 5º posto        | Convocazioni |
| 2002 | 13º posto       | Convocazioni |
| 2003 | 13º posto       | Convocazioni |
| 2004 | 7º posto        | Convocazioni |
| 2005 | 3º posto        | Convocazioni |
| 2006 | 7º posto        | Convocazioni |
| 2007 | 7º posto        | Convocazioni |
| 2008 | 10º posto       | Convocazioni |
| 2009 | 4º posto        | Convocazioni |
| 2010 | 4º posto        | Convocazioni |
| 2011 | 8º posto        | Convocazioni |
| 2012 | 3º posto        | Convocazioni |
| 2013 | 13º posto       | Convocazioni |
| 2014 | 21º posto       | Convocazioni |
| 2015 | 18º posto       | Convocazioni |
| 2016 | 22º posto       | Convocazioni |
| 2017 | non qualificata | -            |

| 1993 | 3º posto        | Convocazioni |
| 1997 | 3º posto        | Convocazioni |
| 2001 | 1º posto        | Convocazioni |
| 2005 | non qualificata | -            |
| 2009 | 2º posto        | Convocazioni |
| 2013 | non qualificata | -            |

| 2018 | 4º posto        | Convocazioni |
| 2019 | 2º posto        | Convocazioni |
| 2022 | 1º posto        | Convocazioni |
| 2023 | non qualificata | -            |
| 2024 | non qualificata | -            |

| 1998 | 3º posto | Convocazioni |
| 1999 | 4º posto | Convocazioni |
| 2000 | 1º posto | Convocazioni |
| 2001 | 2º posto | Convocazioni |
| 2005 | 3º posto | Convocazioni |
| 2007 | 3º posto | Convocazioni |
| 2008 | 1º posto | Convocazioni |

| 2015 | 3º posto | Convocazioni |
| 2019 | 1º posto | Convocazioni |